# Spittal an der Drau
Spittal an der Drau est une ville autrichienne, chef-lieu du district de Spittal an der Drau dans le Land de Carinthie. Avec environ 15 000 habitants, c'est la troisième ville de l'État fédéré. Comme son nom l'indique, la ville est arrosée par la Drave (Drau), près du confluent de la Lieser.

## Géographie

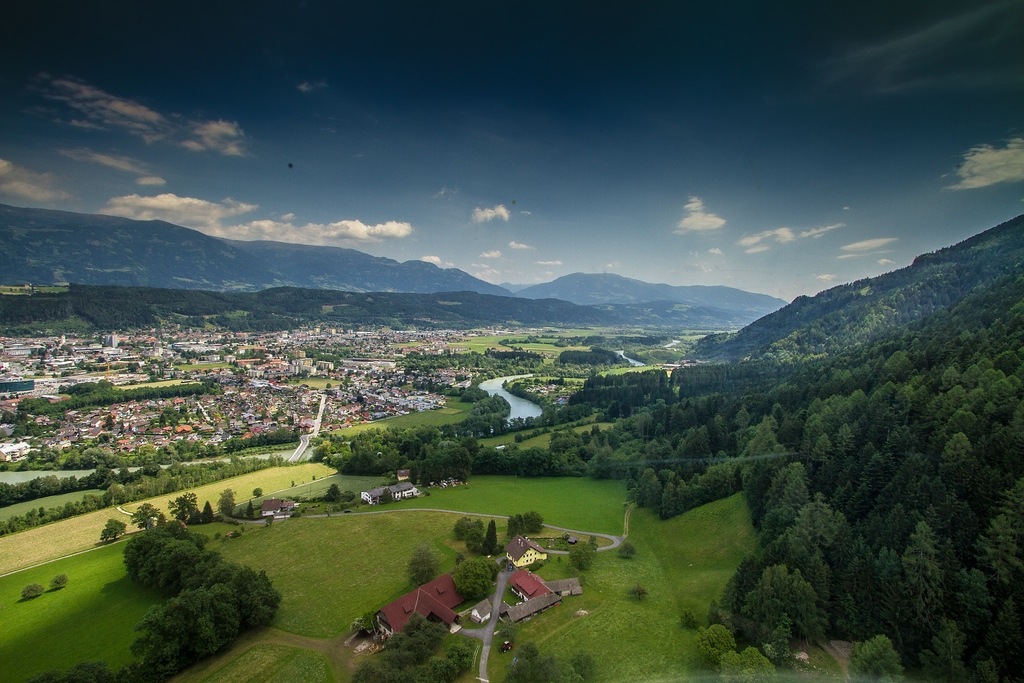
Vue du Goldeck téléphérique.

La ville est située à une position centrale sur le versant sud des Alpes de Gurktal (montagnes de Nock), entre le bassin de Lurnfeld et la vallée inférieure de la Drave. Au nord-est, le territoire communal s'étend jusqu'au bord du lac Millstätter.
Malgré son nom, le noyau historique de Spittal se situe sur les rives de la Lieser, affluent qui se jette dans la rivière la Drave au pied du mont Goldeck (2 142 m), un sommet des Alpes de Gailtal au sud de la ville. Sa cime peut être atteint par un téléphérique.

### Localités
Localités de la ville :
| - Aich - Aichforst - Baldersdorf - Brodbrenten - Burgbichl - Edling - Großegg - Kleinegg - Kleinsaß | - Krieselsdorf - Molzbichl - Neuolsach - Nußdorf - Oberamlach - Oberdorf - Oberzmöln - Olsach - Rothenthurn | - Sankt Peter - Sankt Sigmund - Schwarzenbach - Spittal an der Drau - Tangern - Unteramlach - Unterzmöln - Winkl - Zgurn |

## Historique

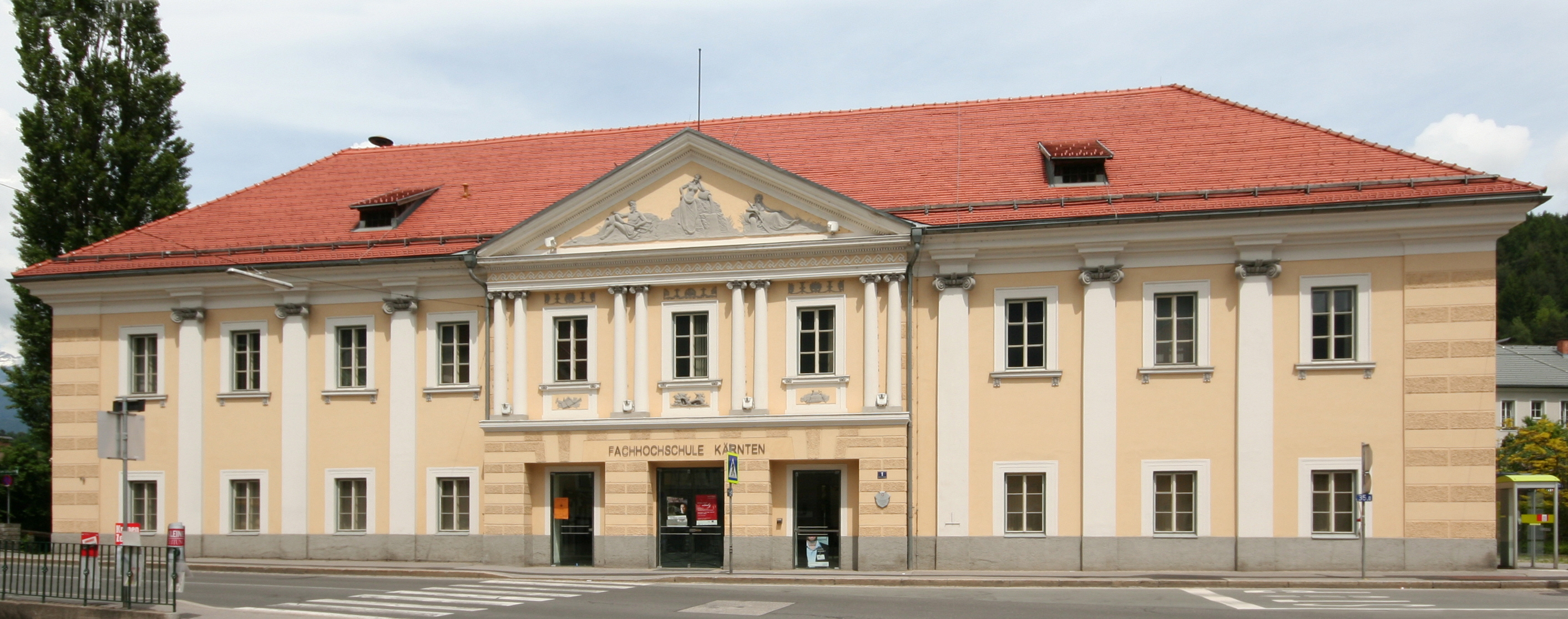
Le Spittl, a nos jours le siège d'un collège technique.

Dès l'Antiquité, une voie romaine qui est couramment appelée via Iulia Augusta (bien que cette appellation n'est pas attestée par des documents contemporains) partait d'Aquilée sur la côte Adriatique, passait les Alpes et parcourait la vallée de la Lieser en direction de Iuvavum (Salzbourg).
La première mention d'un hospice (Spittl) et une chapelle sur les bords de la Lieser date du 11 avril 1191, dans un document délivré par Adalbert de Bohême, à ce temps archevêque de Salzbourg. Bien situé sur une route de commerce et de pèlerinage à travers les Alpes, un village a été fondé sur la rive droite. En 1242, Spittal obtint le droit de tenir marché. Les seigneurs de la famille comtale des Ortenbourg acquièrent le statut de comtes du Saint-Empire ; après l'extinction de la lignée en 1418, leurs domaines sont devenus la propriété du comte Herman II de Celje. Quand son petit-fils Ulric a été tué en 1456, le fief de Spittal retourna par la suite au souverain du duché de Carinthie, l'empereur Frédéric III de la maison de Habsbourg. Les comtes de Goritz souhaitent également l'héritage; toutefois, ils ont été vaincus par les forces de Frédéric.

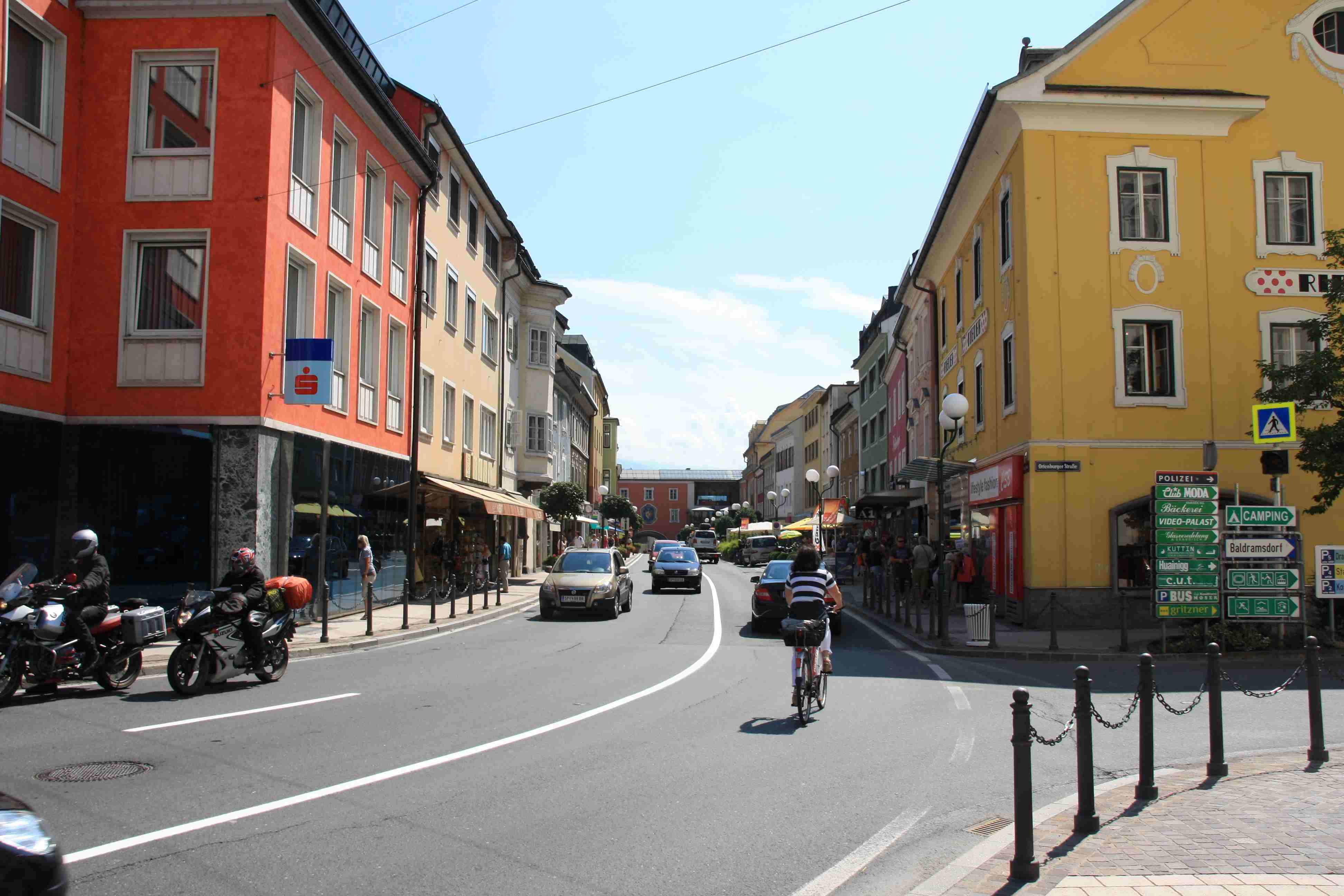
La place principale.

La ville fut ravagée par les forces ottomanes en 1478 puis par les troupes de Matthias Ier de Hongrie et a été dévastée par deux grands incendies en 1522 et 1729. Le 10 mars 1524, l'archiduc Ferdinand d'Autriche offrait les anciens domaines des Ortenbourg à son trésorier Gabriel de Salamanca. La famille de Salamanca, originaire de Burgos en Espagne, fit construire une splendide résidence à Spittal dans le style d'un palais italien. Ce château a été achevé vers l'an 1598; il a été obtenu par la famille frioulane de Porcia en 1662 et actuellement fait partie des constructions les plus importantes et les plus belles en style Renaissance en Autriche.

## Situation dynamique
Spittal est assez fréquentée par les touristes parce que c'est une grande bourgade calme non loin de la montagne et située à proximité d'un grand nombre de châteaux forts remarquables d'un point de vue historique.

## Transport
La ville possède une gare ferroviaire gérée par les ÖBB. On peut y prendre le train pour Salzbourg, Villach ou Lienz. Elle se trouve également près de l'autoroute des Tauern (A10), un des principales voies de communication à travers des Alpes orientales centrales, ainsi que de la route Bundesstraße B99 Katschberg Straße au col du Katschberg et de la B100 Drautal-Straße à Lienz dans le Tyrol oriental.

## Personnalités liées à la ville
- Max Beier, (1903-1979), zoologiste ;
- Thomas Morgenstern, (né en 1986), skieur.

## Villes jumelées
- Löhne, Allemagne (1973)
- Pordenone, Italie (1987)
- Porcia, Italie (1987)